# Svartansiktad dykare
Svartansiktad dykare eller svartpannad dykare (Cephalophus nigrifons) är en liten dykarantilop som man hittar i de centrala delarna av Afrika.
Kroppslängden ligger mellan 80 och 170 centimeter och därtill kommer en 8 till 15 centimeter lång svans. Hornen är ungefär 4 till 12 centimeter långa och förekommer hos bägge kön. Med hornen utkämpar individerna strider om en bättre plats i hierarkin och de används även i försvarssyfte. Den har en mankhöjd på ungefär 43 centimeter och den kan väga upp till 18 kilogram.
Artens habitat är fuktiga skogar, ofta i närheten av vattenansamlingar. I bergstrakter förekommer den upp till 4 200 meter över havet.
Svartansiktad dykare jagas för köttets skull och i låglandet hotas den även av förstöringen av levnadsområdet. I bergstrakter är arten jämförelsevis säker. Populationen uppskattas med 300 000 individer och IUCN listar arten som livskraftig (least concern).
Individerna lever ensam eller i par och de markerar sitt revir med körtelvätska. Aktiviteten är inte bunden till någon dagtid. Födan utgörs av olika växtämnen. I fångenskap kan de bli 20 år gamla.